# Pritchardia
Classification phylogénétique
Genre
Synonymes
- Eupritchardia   Kuntze, (1898)
- Styloma    O.F.Cook, (1915)

Pritchardia est un genre de plantes de la famille des Arécacées. Il comprend une trentaine d'espèces à feuilles palmées. On le rencontre dans les îles des zones tropicales de l'Océan Pacifique, telles Fidji, Samoa, Tonga, Tuamotu et Hawaii.

## Description
Ce sont des palmiers dont le stipe solitaire peut atteindre 40 mètres de hauteur.
Les feuilles sont costopalmées et en éventail. Les pétioles sont inermes. Le stipe est longitudinal, nu et lisse ou recouvert de fibres, et entouré de cicatrices annellées.
Les fleurs sont hermaphrodites et les fruits prennent naissance à l'extrémité d'une inflorescence souvent arquée, avec des branches simples ou composées, plus ou moins longue suivant les espèces, mais qui dépasse dans tous les cas la longueur des feuilles.

## Habitat
Dix-neuf espèces du genre Pritchardia sont endémiques aux Îles de l'archipel Hawaii. On trouve également des espèces sur d'autres îles du Pacifique. Les espèces poussent dans les régions pluvieuses, et affectionnent les sols d'origine volcanique.
Selon les données de la Liste rouge de l'UICN, de nombreuses espèces du genre sont extrêmement menacées.

## Culture et utilisation
Le palmier est souvent cultivé pour sa valeur ornementale.

## Classification
- Sous-famille des Coryphoideae
  - Tribu des Trachycarpeae

Ce genre  partage cette tribu (des «non encore placés») avec six autres genres :  Acoelorrhaphe, Brahea, Colpothrinax, Copernicia, Serenoa, Washingtonia .

## Liste des espèces

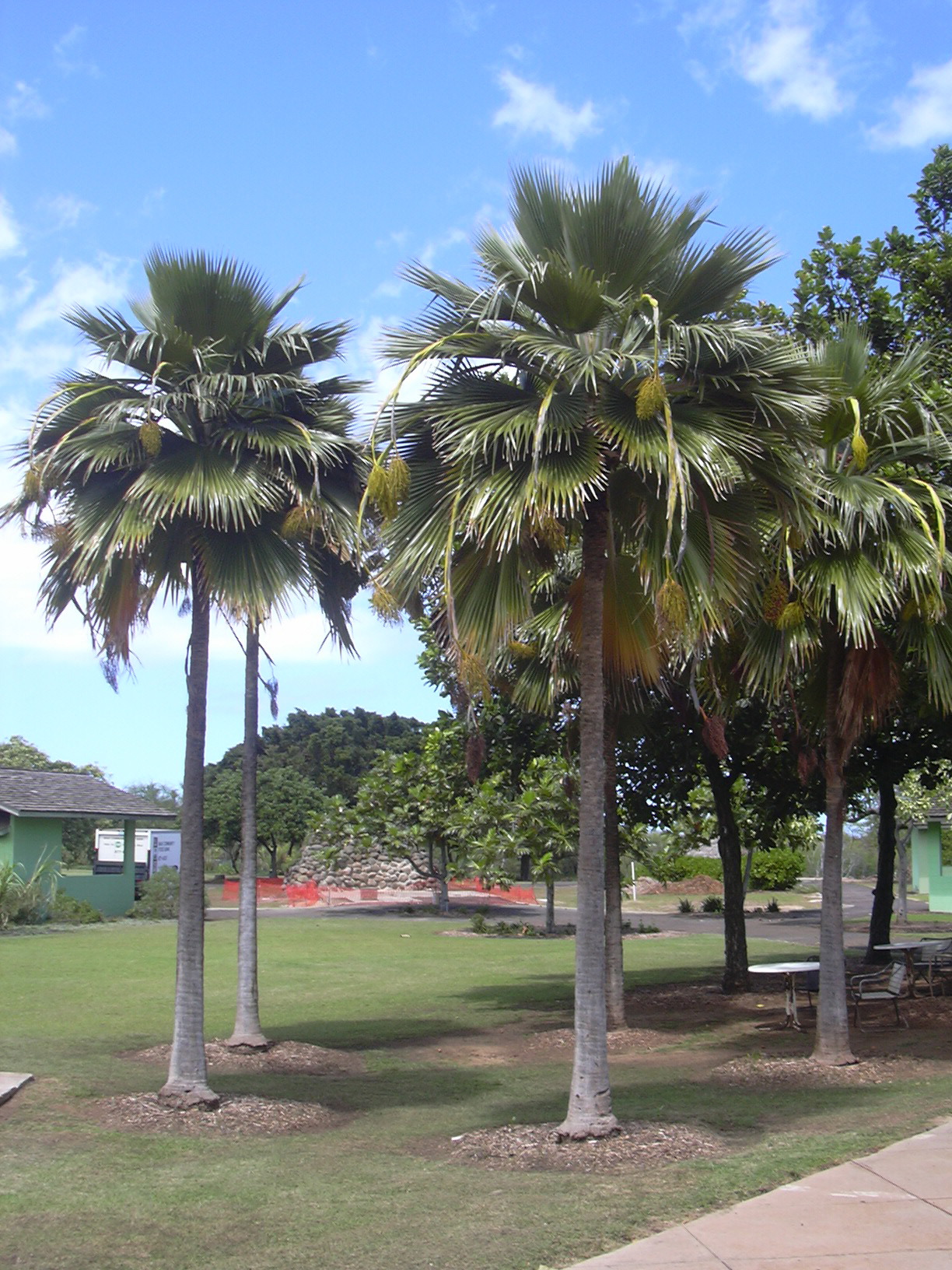
Pritchardia thurstonii

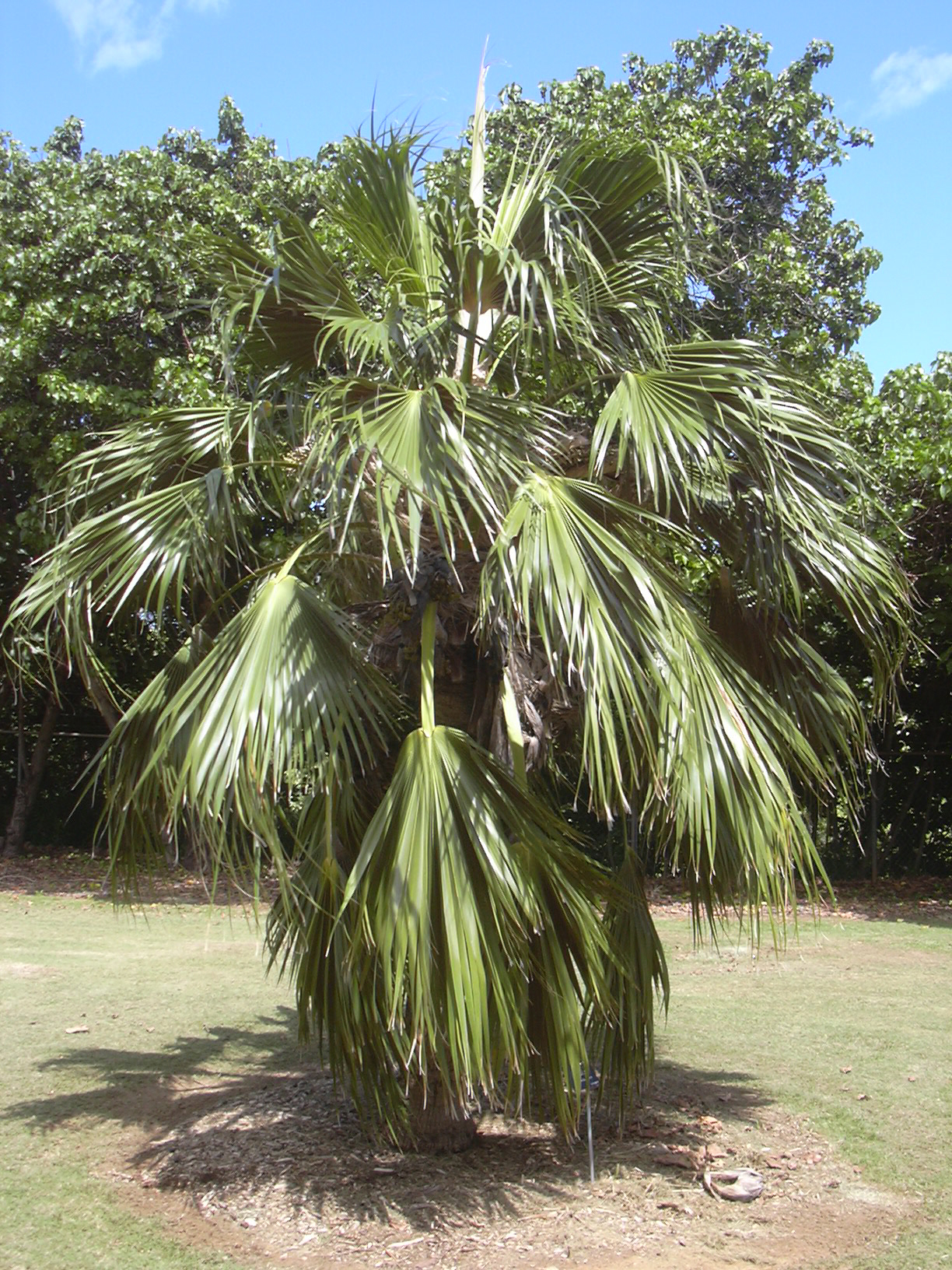
Pritchardia munroi

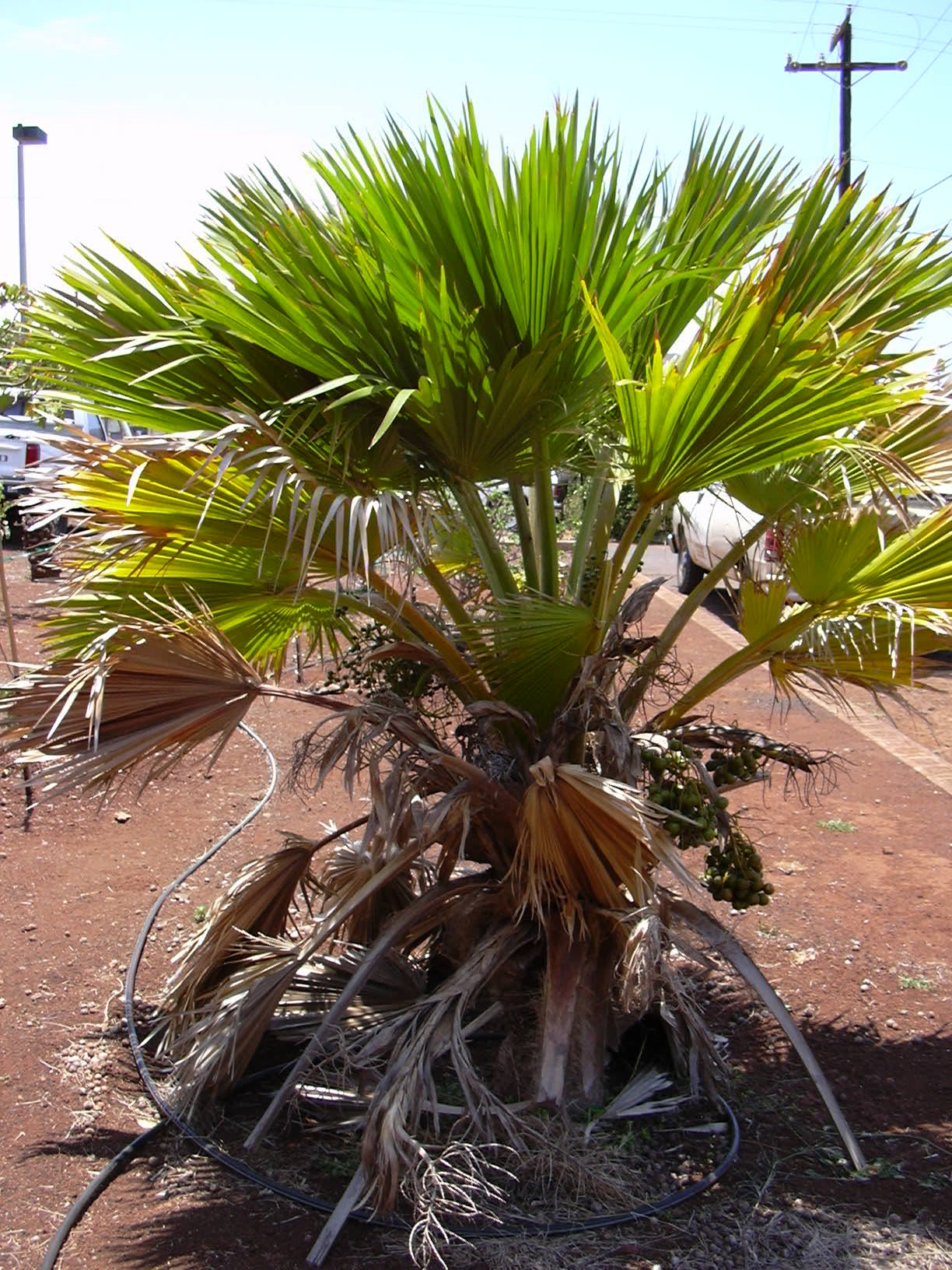
Pritchardia glabrata

- Pritchardia arecina Becc., Webbia 4: 224 (1913).
- Pritchardia bakeri Hodel (2009)
- Pritchardia beccariana Rock, Bull. Torrey Bot. Club 43: 386 (1916).
- Pritchardia flynnii Lorence & Gemmill, Novon 14: 185 (2004).
- Pritchardia forbesiana Rock, Mem. Bernice Pauahi Bishop Mus. 8: 52 (1921).
- Pritchardia glabrata Becc. & Rock, Mem. Bernice Pauahi Bishop Mus. 8: 42 (1921).
- Pritchardia gordonii Hodel (2007).
- Pritchardia hardyi Rock, Mem. Bernice Pauahi Bishop Mus. 8: 61 (1921).
- Pritchardia hillebrandii Becc., Malesia 3: 292 (1890).
- Pritchardia kaalae Rock, Mem. Bernice Pauahi Bishop Mus. 8: 46 (1921).
- Pritchardia kahukuensis Caum (1930).
- Pritchardia lanigera Becc., Malesia 3: 298 (1890).
- Pritchardia lowreyana Rock ex Becc., Mem. Bernice Pauahi Bishop Mus. 8: 53 (1921).
- Pritchardia maideniana Becc., Webbia 4: 213 (1913).
- Pritchardia martii (Gaudich.) H.Wendl., Bonplandia (Hannover) 10: 199 (1862).
- Pritchardia minor Becc., Webbia 3: 137 (1910).
- Pritchardia mitiaroana J.Dransf. & Y.Ehrh., Principes 39: 37 (1995).
- Pritchardia munroi Rock, Mem. Bernice Pauahi Bishop Mus. 8: 62 (1921).
- Pritchardia napaliensis H.St.John, Pacific Sci. 35: 97 (1981).
- Pritchardia pacifica Seem. & H.Wendl., Bonplandia (Hannover) 10: 197 (1862).
- Pritchardia perlmanii Gemmill, Novon 8: 18 (1998).
- Pritchardia remota (Kuntze) Becc., Malesia 3: 294 (1890).
- Pritchardia schattaueri Hodel, Principes 29: 31 (1985).
- Pritchardia tahuatana Butaud & Hode (2017).
- Pritchardia thurstonii F.Muell. & Drude, Gartenflora 36: 486 (1887).
- Pritchardia viscosa Rock, Mem. Bernice Pauahi Bishop Mus. 8: 66 (1921).
- Pritchardia vuylstekeana H.Wendl., Rev. Hort. 55: 329 (1883).
- Pritchardia waialealeana Read, Principes 32: 135 (1988).
- Pritchardia woodii Hodel (2007).

### Précédemment dans cette liste
- P. affinis → Pritchardia maideniana
- P. aylmer-robinsonii → Pritchardia remota
- P. lanaiensis → Pritchardia glabrata
- P. limahuliensis → Pritchardia napaliensis
- P. pericularum → Pritchardia vuylstekeana

### DispositionIUCN
Pritchardia maideniana, Pritchardia hardyi, Pritchardia kaalae, Pritchardia munroi, Pritchardia napaliensis, Pritchardia schattaueri et Pritchardia viscosa sont des espèces en danger critique d'extinction (CR).
Pritchardia forbesiana, Pritchardia glabrata, Pritchardia lanigera, Pritchardia perlmanii et Pritchardia remota sont des espèces en danger (EN).
Pritchardia lowreyana et Pritchardia waialealeana sont des espèces vulnérable (VU).
Pritchardia thurstonii est une espèce présentant un faible risque de disparition (LR).